# Éliane Viennot
Pour les articles homonymes, voir Viennot.
Éliane Viennot, née à Lyon le 3 juillet 1951, est une historienne de la littérature et critique littéraire française.
Elle est professeure émérite de littérature française de la Renaissance à l'université Jean-Monnet-Saint-Étienne.

## Biographie

### Jeunesse et formation
Née à Lyon le 3 juillet 1951 dans une famille d'origine modeste, Éliane Viennot effectue ses études secondaires à Toulouse. Souhaitant devenir professeure de français, après avoir suivi une classe préparatoire littéraire, elle entame en 1971 une licence à la Sorbonne, et complète sa formation par des cours d'histoire au Centre Clignancourt en 1972-1973, avant de délaisser un temps sa formation au profit d'activités militantes.[réf. nécessaire]

### Parcours militant
Elle milite au sein du Mouvement pour la liberté de l'avortement et de la contraception (MLAC) et participe avec un collectif de femmes à la création puis à la gestion de la librairie Carabosses (Paris 11e) de 1978 à 1985,. Elle intègre en 1975 Révolution !, dont les dissensions en 1978 lui inspirent en 1981 son premier article, « Féminisme et partis politiques, une greffe impossible ».

### Carrière
Après les difficultés rencontrées par la librairie Carabosses, elle reprend ses études, tout d'abord au niveau maitrise avec un mémoire sur « Le mariage et l'amour chez Brantôme ». Elle obtient l'agrégation de lettres modernes puis soutient une thèse de doctorat préparée sous la direction de Madeleine Lazard et consacrée à la vie et à l’œuvre de Marguerite de Valois (1991). Lors de cette phase de rédaction de sa thèse, elle effectue une partie de ses recherches à Seattle, où elle enseigne en même temps pendant deux ans au titre de visiting scholar. Elle mène ensuite une carrière universitaire, en tant que professeure — elle se présente comme « professeuse », —, puis professeure émérite, de littérature française de la Renaissance à l'université Jean-Monnet-Saint-Étienne.
Elle est membre honoraire de l'Institut universitaire de France (senior, promotion 2003, renouvellement 2008).
Elle est spécialiste de la littérature de la Renaissance.

### Vie de famille
Elle vit avec sa compagne.

## Axes de recherche

### Correspondance de Marguerite de Valois
Éliane Viennot a consacré de nombreuses études à l'histoire et au positionnement des femmes dirigeantes de la Renaissance, en particulier à Marguerite de Valois, qu'elle a contribué à réhabiliter comme autrice et comme femme politique, et dont elle a édité les œuvres complètes (Correspondance 1569-1614 et Mémoires et autres écrits : 1574-1614), accompagnées d'un abondant appareil critique,,.
En 1999, elle co-dirige avec Kathleen Wilson-Chevalier Royaume de fémynie, Pouvoirs, contraintes, espaces de liberté des femmes, de la Renaissance à la Fronde, un ouvrage recueillant les contributions de seize spécialistes de l'histoire des femmes sous l'Ancien Régime, et dont le but est de réévaluer à leur juste mesure l'image et les œuvres féminines à la Renaissance, en s'appuyant sur leur participation réelle à la société d'alors et sur l’importance des influences politiques et culturelles exercées par les reines sur leur entourage, voire sur le pays. L'ensemble met en évidence la tendance à invisibiliser ces femmes, en privilégiant les préjugés attachés à leur sexe. En particulier, Éliane Viennot prend appui sur les conditions que Marguerite de Valois mit à son divorce mais aussi sur les combats militaires qu’elle mena en vue de protéger le Royaume pour montrer « que [sa] sulfureuse et injuste réputation occulte sa dimension de femme d’État ».

### Liens entre femmes et pouvoir
Éliane Viennot étudie ensuite plus largement l'histoire des relations de pouvoir entre les sexes sur la longue durée, avec comme fil conducteur l'histoire de la loi salique et de l'exception française en la matière, en montrant comment, outre la création de nouvelles règles de succession au XVe siècle, cette idée est utilisée pour lutter contre les femmes au pouvoir. C'est la découverte du mauvais classement de la France, qui est 62e au monde en termes de féminisation de ses instances dirigeantes, en rupture avec la vision qu'elle s'était forgée lors de ses études sur le Moyen Âge, qui l'amènent à s'interroger sur les mécanismes à l'origine de cette situation. Elle rédige la série d'ouvrages sur La France, les femmes et le pouvoir.
Dans le premier tome qui couvre plus de dix siècles, L'invention de la loi salique (Ve – XVIe siècle), elle part de l'invention bien connue des historiens qui a transformé tardivement, au XVe siècle, une vieille loi du droit privé en vigueur sous les Francs saliens en règle successorale de la royauté. Après avoir recherché l'origine exacte de ce qu'elle qualifie de « mensonge national » et en avoir étudié les différentes formulations et modifications, elle décrit le rôle des femmes appartenant à l'élite barbare, dont celui de plusieurs reines. Elle pose l'hypothèse d'une alliance stratégique temporaire entre femmes et l'Église, en contrepartie de la conversion de leurs maris, alliance qui perdure jusqu'au XIIe siècle. Elle considère cette période comme étant « l'âge d'or des femmes » grâce à l'acceptation des règles de consentement des deux époux et de l'indissolubilité du mariage, facteurs qui renforcent leur statut dans les familles régnantes dans toute l'Europe chrétienne. Leur situation se retourne aux XIIIe et XIVe siècles, avec l'avènement d'une nouvelle classe sociale montante qu'elle nomme clergie, les clercs formés pour la plupart dans les universités. Leur accession au pouvoir administratif s'accompagne de discours misogynes et d'une volonté d'exclure les femmes du pouvoir, rhétorique que Viennot analyse en profondeur. Cette attitude des clercs est rejetée dans un premier temps par l'élite et l'Église, notamment par les religieuses, jusqu'à ce que la condition des femmes se dégrade, au même moment qu'est exhumée la loi salique. Des femmes telles que Christine de Pisan s'opposent au discours démonologiques et la chasse aux sorcières qui voit alors jour. Après avoir abordé la période de la Renaissance, avec en première partie du chapitre XII une description des évènements politiques au crible d'une restitution presque exclusivement au féminin, elle aborde la question de la querelle des femmes avant de détailler les tentatives de contorsions pour transposer la loi salique à cette époque. Les historiens d'alors rejettent l'idée que cet ancien article de loi puisse écarter les femmes du pouvoir royal. Ils justifient toutefois la règle de dévolution du trône à la ligne masculine comme relevant de la coutume et acquérant donc force de loi. La loi salique est ensuite instrumentalisée à la fois par les catholiques et les protestants. Ils s'en servent pour tenter chacun d'asseoir leur supériorité au cours des guerres de religion, et la loi revisitée devient une loi du royaume, signant ainsi de manière définitive l'exclusion des femmes de l'accès au trône. […]
Alors que le XIXe siècle est souvent présenté comme marquant le début de l'émancipation des femmes, Éliane Viennot dans Et la modernité fut masculine - 1789-1804, s'appuyant fortement sur l'histoire politique et littéraire, s'attache au contraire à mettre en évidence les freins à cette émancipation lors de la période révolutionnaire, avec en couronnement la rédaction du Code civil de Napoléon. Celui-ci scelle les inégalités entre hommes et femmes en faisant de ces dernières des mineures à vie. Pendant la Révolution, il existe deux forces en présence, l'une poussant à l'égalité, avec des cahiers de doléance et la présence des femmes non seulement dans les différents clubs et autres lieux de socialisation politiques mais aussi lors des émeutes et des révoltes, l'autre est empreinte du rejet du féminin, rejet visible lors des débats ayant accompagné l’écriture de la Déclaration des droits de l’homme et du citoyen,. Si les femmes obtiennent à cette occasion certains droits à égalité en même temps que les hommes (égalité des héritiers — en l’absence de testament —, abolition des lettres de cachet, instauration du divorce), elles sont en revanche exclues de l'institution judiciaire y compris en tant que plaignantes potentielles, la question de leur instruction est négligée et le droit de vote, dit universel, ne leur est pas accordé. Éliane Viennot insiste sur l'éviction progressive des femmes dans les discours, les débats et les actions publiques en partie en raison de leur exclusion des clubs, et par une montée des violences à leur égard à partir de la Terreur. Leur situation se dégrade encore à partir de 1795, avec la remise en cause des quelques acquis de la Révolution, et un discours de plus en plus diffusé inscrivant dans les esprits la subordination féminine.
Malgré deux autres révolutions au cours du XIXe siècle, d'abord en 1830 puis en 1848, Éliane Viennot note dans L’âge d’or de l’ordre masculin qu'aucune des deux ne permet aux femmes d'acquérir une égalité de droits avec les hommes. Elle cite pour exemple l'instauration du suffrage universel par la Deuxième République en 1848 qui ne bénéficie alors qu'aux « Français en âge viril ».

### Les pratiques langagières en français
Éliane Viennot a publié de nombreux travaux mobilisant les études de genre pour approcher les pratiques langagières en français, dont trois livres en propre et un autre qu’elle a dirigé.
En 2014, elle publie Non le masculin ne l’emporte pas sur le féminin ! Petite histoire des résistances de la langue française. Dans cet ouvrage, elle s’efforce de démontrer que « la question « linguistique » fait, au long des siècles, écho à la question politique sur les femmes : de quoi sont-elles ou pas capables ? faire le ménage ? discourir ? gouverner ? ». Son argumentation s’appuie sur une analyse linguistique et sociohistorique d’un grand nombre d’extraits textuels afin d’établir que la langue française a été soumise à un long processus (très étendu dans le temps puisqu’il commencerait au XVIIe siècle) d’interventions diverses, notamment sur les accords, sur les participes, sur le genre des noms et sur les noms de métiers, visant à accorder une plus grande place au genre masculin. Elle qualifie ce processus de « masculinisation ».
Elle dirige en 2016 L’Académie contre la langue française. Le dossier « féminisation », un ouvrage « à charge » contre l’Académie française, auquel ont participé les linguistes Maria Candea et Anne-Marie Houdebine, le grammairien et stylisticien Yannick Chevalier, la journaliste Sylvia Duverger et l’historienne Audrey Lasserre. L’ouvrage entend « déconstruire les arguments et les discours de l’Académie, en en montrant d’une part le sexisme, d’autre part l’incompétence linguistique ».
En 2018, elle publie un manuel sur l’écriture inclusive en français, intitulé le Langage inclusif. Pourquoi ? Comment ?, où, après un rappel historique dans les deux premières parties, elle propose en dernière partie des conseils sur la féminisation des noms de métiers en français, l’usage raisonné du point médian ou l’usage de l’accord de proximité. À propos du rejet par l'Académie française de reconnaître l'écriture inclusive, elle déclare en 2023 : « Je pense qu'on a là la France réactionnaire qui a peur de tous les changements. [...] Ils s'accrochent à ce qu'ils peuvent, ils ont vu que ça faisait le buzz pour draguer la droite et l'extrême droite. ».
En 2021, elle publie En finir avec l’Homme. Chronique d’une imposture où elle attaque « la croyance que le 
signifié ‘femme’ soit inclus dans le mot ‘homme’ ». Elle utilise pour cela une « étude linguistique du nom 
homme dans l’histoire de la langue française ».
Dans une conférence donnée en 2024, elle déclare : « Ce n’est pas la langue qui est sexiste, mais nous ».

### Direction d'ouvrages et de collections
Cofondatrice de la Société internationale pour l'étude des femmes de l'Ancien Régime (SIEFAR) en 2000 et sa présidente jusqu'en 2008, elle a également créé deux collections, « La Cité des dames » et « L'École du genre », aux Presses universitaires de Saint-Étienne (voir Université Jean-Monnet-Saint-Étienne), afin de diffuser les recherches sur l'histoire des femmes et du genre.
Les archives d’Éliane Viennot sont conservées au Centre des archives du féminisme à l'université d'Angers,.

## Réception de ses travaux

### Réception académique
Les travaux d'Éliane Viennot sont repris et discutés dans les domaines de l'histoire de la langue française et des études de genre.
Dans sa revue de l’ouvrage La France, les femmes et le pouvoir. Les résistances de la société (XVIIe – XVIIIe siècle) (2008), Michèle Clément, professeur de littérature française à l'université Lumière-Lyon-II, souligne l'importance des « analyses linguistes intéressantes » de l'auteure sur la « place du mot homme(s) par rapport au mot femme(s) » et le fait que « la pensée de l'humain » des Lumières « glisse insidieusement à une pensée du seul masculin », au détriment de l'égalité des sexes. Elle pose quelques réserves, car elle considère que la notion de « conscience de sexe » plusieurs fois alléguée par Éliane Viennot pose problème sur le plan théorique et mérite d'être discutée plus avant. Elle relève des éléments caractéristiques de la plume d'Éliane Viennot, « des formules à l'emporte-pièce ou familières », bien qu'elle estime — dans le tome 1 — que ce langage est la marque d'un « ouvrage engagé dans la vaste entreprise de réécriture de l'histoire des femmes et du pouvoir ». Selon elle, le livre est « toujours à la charnière entre synthèse historique, analyse critique et pamphlet ». Cette démarche interrogerait la position du chercheur, car « à la chercheuse qui compile et théorise, se superpose la féministe qui instruit un procès ». Pour autant, elle salue le travail de grande ampleur de Viennot, notamment dans le premier tome de son ouvrage La France, les femmes et le pouvoir. L'invention de la loi salique.
Ses travaux font régulièrement l'objet de recensions positives dans des revues consacrées aux études de genre,,.
Concernant ses travaux sur l'accord de proximité, l'historien de la grammaire française André Chervel s'oppose à l'idée d'Éliane Viennot d'une « masculinisation délibérée du français » à partir du XVIIe siècle. Pour lui, le fait que de multiples grammaires du XIXe et du XXe siècle continuent à mentionner l’accord de proximité, ne serait-ce que sous la forme de la recommandation de ne pas placer le substantif féminin à côté de l’adjectif appliquant la règle du masculin pluriel, illustre la survivance de cet accord jusqu’à notre époque et que cette quasi-survivance démontre, selon lui, qu’il n’y a pas eu de masculinisation délibérée. La linguiste Marie-Louise Moreau la cite dans une étude parmi les « idées approximatives ou erronées ». Mais l'étude de Marie-Louise Moreau est remise en cause par une nouvelle étude menée par les linguistes Anne Abeillé, Aixiu An et Yingqin Hu et fondée sur un corpus plus large. Tout en ne validant pas nécessairement toutes les hypothèses d'Éliane Viennot, elles admettent cependant que : « nos données semblent donc donner raison à Viennot pour l’accord de l’épithète postnominale et de l’attribut, même si la disparition de l’accord au féminin n’est avérée que pour l’attribut, et tardivement (après 1970), sans doute sous la pression de l’école, et non directement des grammairiens classiques ».

### Réception dans les médias généralistes
Portant sur des sujets sensibles dans le débat français, ses travaux ont suscité de nombreux comptes rendus et réactions dans les médias généralistes. Ainsi, Jean-Louis Jeannelle, professeur de littérature française à Sorbonne Université, estime que ses recherches sont toujours très documentées et apportent un point de vue nécessaire à la réflexion sur l’histoire des relations entre les sexes en France.
La thèse d'Éliane Viennot, selon laquelle il y aurait eu, à partir du XVIIe siècle, une masculinisation délibérée de la langue française est contestée dans une interview par les linguistes Yana Grinshpun et Jean Szlamowicz. Selon Yana Grinshpun, « c'est une thèse farfelue : "masculinisation" n'a aucun sens en linguistique, et l'Histoire des langues n'a rien à voir avec ce que peuvent en penser des grammairiens ». Pour elle, « cette doctrine montée de toutes pièces dénonce une méconnaissance totale du fonctionnement de la langue ».

## Publications
- Avec Danielle Haase-Dubosc, Femmes et pouvoirs sous l'Ancien Régime, Rivages, 1991 (ISBN 978-2-86930-488-8)
- Marguerite de Valois : histoire d'une femme, histoire d'un mythe, Paris, Payot, coll. « Histoire Payot », 1993, 477-[8] (ISBN 978-2-22888617-8, BNF 35564863)[45]

- Éliane Viennot (dir.) (préf. Françoise Gaspard), La démocratie "à la française" ou les femmes indésirables, Paris, Publications de l'Université de Paris 7, coll. « Cahiers du CEDREF », 1996, 288 p. (lire en ligne)[46].
- Avec Kathleen Wilson-Chevalier (dir.), Royaume de fémynie : pouvoirs, contraintes, espaces de liberté des femmes de la Renaissance à la Fronde, Paris, Honoré Champion, coll. « Colloques, congrès et conférences sur la Renaissance » (no 16), 1999 (ISBN 978-2-7453-0289-2).
- Avec Béatrice Alonso, Louise Labé, Presses universitaires de Saint-Étienne, 2005, 271 p. (ISBN 978-2-86272-348-8, présentation en ligne)
- La France, les femmes et le pouvoir, t. 1 : L'invention de la loi salique (Ve – XVIe siècle), Perrin, 2006, 765 p. (ISBN 978-2-262-02061-3)[21].
- La France, les femmes et le pouvoir, t. 2 : Les résistances de la société (XVIIe – XVIIIe siècle), Paris, Perrin, 2008, 504 p. (ISBN 978-2-262-02628-8)[47],[36].
- La France, les femmes et le pouvoir, t. 3 : Et la modernité fut masculine (1789-1804), Paris, Perrin, 2016, 416 p. (ISBN 978-2-262-06431-0)[48].
- La France, les femmes et le pouvoir, t. 4 : L’âge d’or de l’ordre masculin (1804-1860), Paris/58-Clamecy, CNRS Éditions, 2020, 384 p. (ISBN 978-2-271-13224-6)[43],[49],[50],[51].
- État des lieux, Donnemarie-Dontilly, Éditions iXe, 2012, 200 p. (ISBN 979-10-90062-08-5).
- Non, le masculin ne l'emporte pas sur le féminin ! : petite histoire des résistances de la langue française, Donnemarie-Dontilly, Éditions iXe, 2014, 118 p. (ISBN 979-10-90062-20-7).

- Co-direction avec Florence Rochefort, L’engagement des hommes pour l’égalité des sexes (XIVe – XXIe siècle), Saint-Étienne, Publications de l'université de Saint-Étienne, 2013, 272 p. (ISBN 978-2-86272-635-9).

- Collectif, L'Académie contre la langue française : Le dossier “féminisation”, Donnemarie-Dontilly, iXe, 2016, 224 p. (ISBN 979-10-90062-33-7).

- Le langage inclusif : pourquoi, comment, Donnemarie-Dontilly, Éditions iXe, 2018, 142 p. (ISBN 979-10-90062-50-4).
- « Genrer, dégenrer, regenrer : la langue, un terrain de lutte pas comme les autres », dans Christine Bard et Frédérique Le Nan (dir.), Dire le genre. Avec les mots, avec le corps, Paris, CNRS Éditions, 2019 (ISBN 978-2-271-11788-5, lire en ligne), p. 271-296.
- En finir avec l'Homme. Chronique d'une imposture, Donnemarie-Dontilly, Éditions iXe, 2021, 120 p. (ISBN 979-10-90062-70-2)
- « Le temps de la “grand’cour des dames” (XVe – XVIe siècle) : une première démasculinisation du français », dans Benjamin Fagard & Gabrielle Le Tallec (dir.), Entre masculin et féminin. Français et langues romanes, Paris, Presses Sorbonne Nouvelle, 2021, p. 103-116
- Éliane Viennot, Hélène Soulié, Mariette Navarro et Lymia Vitte, « Scoreuses – Parce que tu ne peux que perdre si tu n’as rien à gagner », dans Hélène Soulié (dir.), MADAM, Manuel d'auto-défence à méditer, Deuxième époque, coll. « Écriture de spectacle », 2023

### Articles généralistes
- Isabelle Lacoue-Labarthe, « Éliane Viennot », dans Christine Bard (direction) et Sylvie Chaperon (collaboration), Dictionnaire des féministes : France, XVIIIe – XXIe siècle, Paris, Presses universitaires de France, 2017.
- Mathilde Duchatelle, « Rencontre avec Éliane Viennot, militante féministe, spécialiste des femmes d’État de la Renaissance », La Montagne, 26 février 2018.

### Femmes et pouvoir
- Sylvie Perrier, « Review of La France, les femmes et le pouvoir. L'invention de la loi salique (Ve – XVIe siècle) », Renaissance and Reformation / Renaissance et Réforme, vol. 32, no 4,‎ 2009, p. 95–98 (ISSN 0034-429X, lire en ligne)
- Michèle Clément, « Éliane Viennot, La France, les Femmes et le Pouvoir. 1. l'invention de la loi salique (Ve – XVIe siècle) », Réforme, Humanisme, Renaissance, vol. 67, no 1,‎ 2008, p. 181–183 (lire en ligne)
- Annie Duprat, « Compte-rendu Éliane Viennot. Et la modernité fut masculine. La France, les femmes et le pouvoir (1789-1804). Paris, Perrin, 416 p. », Annales historiques de la Révolution française, vol. 2, no 388,‎ 2017, p. 173 et s. (lire en ligne )
- Robert Kopp, « La France, les femmes et le pouvoir », Revue des Deux Mondes,‎ 29 juin 2020 (lire en ligne, consulté le 16 février 2023)
- Flavie Leroux et Pauline Moskowski, « Éliane Viennot, La France, les femmes et le pouvoir. Et la Modernité fut masculine (1789-1804): Tome 3, Paris, Perrin, 2016, 412 p. », Genre & Histoire, no 20,‎ 1er décembre 2017 (ISSN 2102-5886, DOI 10.4000/genrehistoire.2922, lire en ligne, consulté le 16 février 2023)

### Langage
- Marielle Rispail, « Éliane Viennot, Non, le masculin ne l’emporte pas sur le féminin ! Petite histoire des résistances de la langue française, Donnemarie-Dontilly, Éditions iXe, 2014 », Lidil, no 49,‎ 25 mai 2014, p. 201–202 (ISSN 1146-6480 et 1960-6052, DOI 10.4000/lidil.3530, lire en ligne, consulté le 16 février 2023)
- Anne-Marie Houdebine-Gravaud, « Éliane Viennot, Non le masculin ne l’emporte pas sur le féminin ! Petite histoire des résistances de la langue française, Éditions iXe, Donnemarie-Dontilly, 2014, 119 p. », Travail, genre et sociétés, vol. 39, no 1,‎ 2018, p. 219 (ISSN 1294-6303 et 2105-2174, DOI 10.3917/tgs.039.0219, lire en ligne, consulté le 16 février 2023)
- Béatrice Fracchiolla, « Eliane Viennot (dir.), Maria Candea, Yannick Chevalier, Sylvia Duverger, Anne-Marie Houdebine, L’Académie contre la langue française. Le dossier « féminisation », Donnemarie-Dontilly, Éditions iXe, 2016, 224 pages », Langage et société, no 159,‎ 2017, p. 164-167 (DOI 10.3917/ls.159.0164, lire en ligne)
- Maude Vadot, « L’Académie contre la langue française. Le dossier « féminisation », Viennot Éliane (dir.), Candea Maria, Chevalier Yannick, Duverger Sylvia, Houdebine Anne-Marie, Éditions iXe, collection xx-y-z, Donnemarie-Dontilly, 2016 », Glottopol, no 29,‎ juillet 2017, p. 198-200 (lire en ligne)
- Jacques-Philippe Saint-Gérand, « Éliane Viennot, dir., L’Académie contre la langue française. Le dossier « féminisation » », Questions de communication, no 32,‎ 2017, p. 454-455 (DOI 10.4000/questionsdecommunication.11705, lire en ligne)
- Alice Coutant et Noémie Marignier, « Review of É. Viennot (dir.), L’Académie contre la langue française : le dossier « féminisation », Donnemarie-Dontilly, iXe, 2016, 224 pages », Francofonia, no 74,‎ 2018, p. 125–129 (lire en ligne)
- Laure Murat, « Rendons le féminin à la langue française », Libération,‎ 17 octobre 2018 (lire en ligne)
- André Chervel, « La place du masculin dans la langue française : pourquoi le masculin l’emporte sur le féminin », dans Danièle Manesse et Gilles Siouffi, Le féminin et le masculin dans la langue. L’écriture inclusive en question, ESF sciences humaines, 2019 (ISBN 978-2-7101-3894-5, présentation en ligne), p. 79-94
- André Chervel, « L’accord de proximité et la grammaire », dans Danièle Manesse et Gilles Siouffi, Le féminin et le masculin dans la langue. L’écriture inclusive en question, ESF sciences humaines, 2019 (ISBN 978-2-7101-3894-5, présentation en ligne), p. 95-114
- Marie-Louise Moreau, « L’accord de proximité dans l’écriture inclusive. Peut-on utiliser n’importe quel argument ? », dans Anne Dister et Sophie Piron, Les discours de référence sur la langue française, Bruxelles, Presses de l’Université Saint-Louis, 2019 (ISBN 978-2-8028-0239-6, lire en ligne)
- Anne Abeillé, Aixiu An et Yingqin Hu, « L’accord de proximité en genre : quelques considérations diachroniques », Discours, no 31,‎ 2022 (DOI 10.4000/discours.12363)
- Gwenaëlle Perrier et Marie Loison, « Itinéraire d’une universitaire engagée. Éliane Viennot et le langage non sexiste. Entretien », Cahiers du Genre, nos 109-129,‎ 2020, p. 125-129 (DOI 10.3917/cdge.069.0109, lire en ligne)
- Machteld Meulleman, « En finir avec l’homme : chronique d’une imposture. Recension », Savoirs en prime, no 15,‎ 2022, p. 181-183 (DOI 10.34929/sep.vi15.254, lire en ligne)

## Distinctions

### Récompenses
- 2000 : prix Baron de Jœst de l'Institut de France pour l'édition critique des œuvres complètes de Marguerite de Valois, ainsi que pour l'ouvrage Marguerite de Valois. Histoire d'une femme, histoire d'un mythe[52],[4].
- 2004 : prix Irène-Joliot-Curie, au nom de la Société internationale pour l'étude des femmes de l'Ancien Régime, pour l'action de cette association en faveur de la recherche sur les femmes[53].

### Décoration
- 2008 :  Chevalière de la Légion d'honneur[54].